# Víctor Villalobos Arámbula
Víctor Manuel Villalobos Arámbula (Ciudad de México, 3 de marzo de 1950) es un ingeniero agrónomo mexicano. Fue secretario de Agricultura y Desarrollo Rural durante el sexenio del presidente Andrés Manuel López Obrador entre 2018 y 2024.

## Trayectoria política
En 1976 obtuvo el grado de ingeniero agrónomo en la Escuela Nacional de Agricultura, en Chapingo; en 1979, el grado de máster en Ciencias en Genética Vegetal, en el Colegio de Postgraduados de Chapingo; y en 1983 el de doctor en Morfogénesis Vegetal por la Universidad de Calgary, Alberta, Canadá. 
Fue subsecretario de Recursos Naturales de la Secretaría de Medio Ambiente, Recursos Naturales y Pesca  y de Agricultura de la SAGARPA. En 1995 fue designado Director del CINVESTAV, Unidad Irapuato. También se desempeñó como director de la División de Agricultura (1986-1990) del Centro Agronómico Tropical de Investigación y Enseñanza (CATIE), donde fungió como director (1990-1995). También fue presidente de la Junta Directiva (1999-2003) del CATIE. Fue director general del Instituto Interamericano de Cooperación para la Agricultura desde 2010 hasta 2018.
En 2017 fue propuesto por Andrés Manuel López Obrador para formar parte de su gabinete al frente de la Secretaría de Agricultura y Desarrollo Rural.